# واشبرن (ویسکانسین)
واشبرن، ویسکانسین  (به انگلیسی: Washburn) شهری در شهرستان بیفیلد ایالت ویسکانسین است که در سال ۱۹۰۴ بنیان‌گذاری شده‌است. این شهر طبق سرشماری سال ۲۰۱۰ میلادی ۲٬۱۱۷ نفر جمعیت داشته‌است.

## نگارخانه

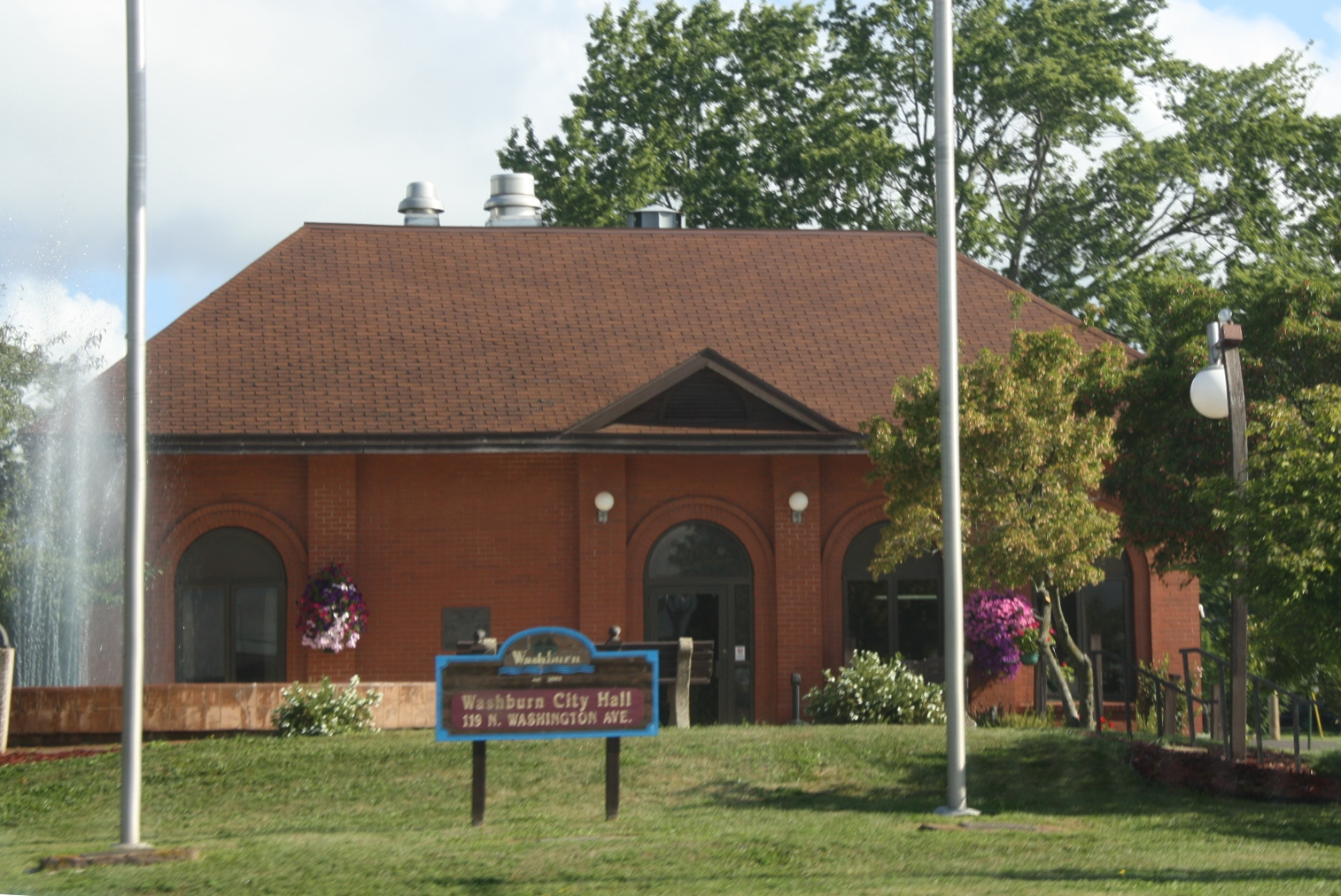
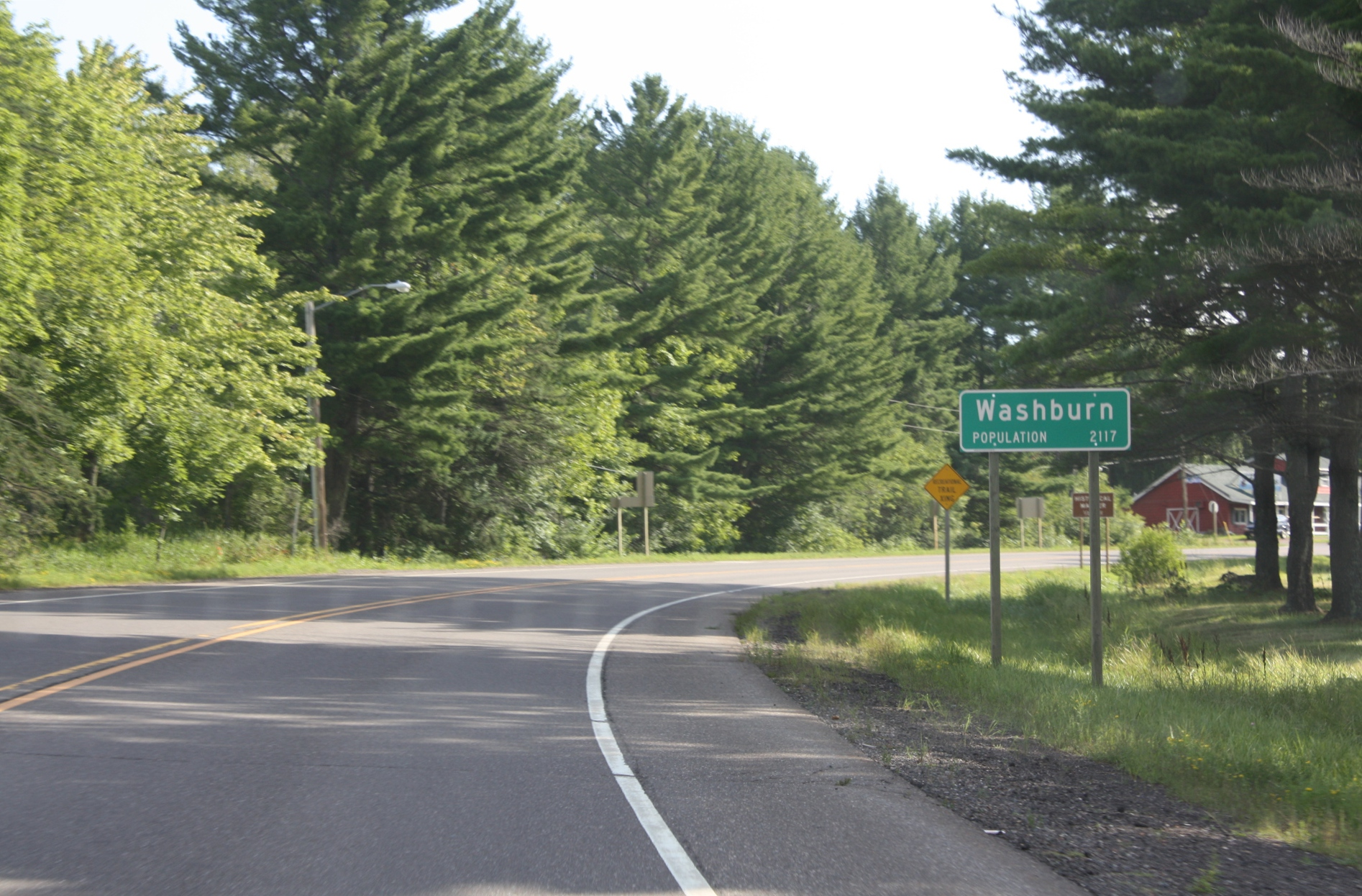
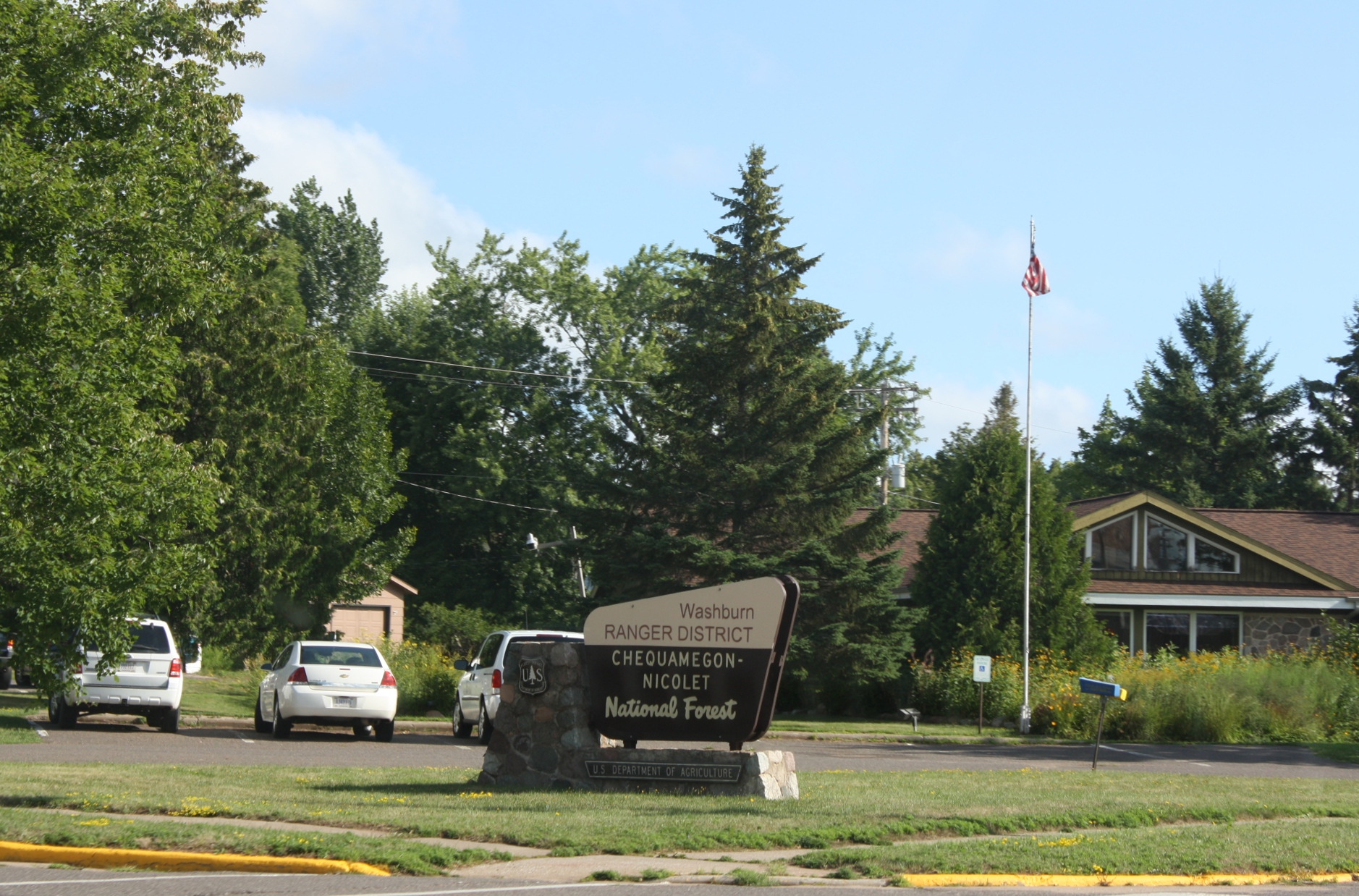